# Hydnangium
Hydnangium is een geslacht van schimmels behorend tot de familie Hydnangiaceae. De typesoort is de vleeskleurige mozaïektruffel (Hydnangium carneum).

## Soorten
Volgens Index Fungorum bestaat het geslacht uit 23 soorten (peildatum oktober 2020):
| Soortnaam                                         | Auteur(s)                           | Publicatiejaar |
| ------------------------------------------------- | ----------------------------------- | -------------- |
| Hydnangium asterospora                            | Quél.                               | 1873           |
| Hydnangium aurantiacum                            | R. Heim & Malençon                  | 1934           |
| Hydnangium carneum (Vleeskleurige mozaïektruffel) | Wallr.                              | 1839           |
| Hydnangium compactum                              | Harkn.                              | 1899           |
| Hydnangium densum                                 | Rodway                              | 1920           |
| Hydnangium eisenii                                | (Harkn.) Zeller & C.W. Dodge        | 1935           |
| Hydnangium kanuka                                 | J.A. Cooper                         | 2014           |
| Hydnangium lanigerum                              | (R. Hesse) Zeller & C.W. Dodge      | 1935           |
| Hydnangium latisporum                             | Castellano, Cázares & G. Guevara    | 2008           |
| Hydnangium luteum                                 | (R. Hesse) Zeller & C.W. Dodge      | 1935           |
| Hydnangium microsporium                           | Rodway                              | 1920           |
| Hydnangium nigricans                              | Kalchbr.                            | 1882           |
| Hydnangium parksii                                | Zeller & C.W. Dodge                 | 1937           |
| Hydnangium purpureum                              | (Coker & Couch) Zeller & C.W. Dodge | 1937           |
| Hydnangium pusillum                               | Harkn. ex Zeller & C.W. Dodge       | 1935           |
| Hydnangium quercicola                             | Castellano, Cázares & G. Guevara    | 2008           |
| Hydnangium redactum                               | Dring                               | 1978           |
| Hydnangium sublamellatum                          | Bougher, Tommerup & Malajczuk       | 1993           |
| Hydnangium thaxteri                               | Zeller & C.W. Dodge                 | 1935           |
| Hydnangium tuberculatum                           | (R. Hesse) Zeller & C.W. Dodge      | 1935           |
| Hydnangium velatisporum                           | Castellano, Cázares & G. Guevara    | 2008           |
| Hydnangium virens                                 | Klotzsch                            | 1853           |
| Hydnangium virescens                              | Quél.                               | 1875           |